# سالی بیزلی
سالی بیزلی (انگلیسی: Sally Bazely؛ زادهٔ ۱۹۳۳ میلادی) بازیگر تلویزیونی اهل بریتانیا است.

## گزیده فیلم‌شناسی
از فیلم‌ها یا مجموعه‌های تلویزیونی که وی در آن‌ها نقش داشته‌است، می‌توان به نورمن و نورمن هیپی می‌شود اشاره نمود.